# Sony Cyber-shot DSC-R1
Sony DSC-R1 — цифровая псевдозеркальная фотокамера серии Cyber-shot, анонсированная компанией Sony в ноябре 2005 года и снятая с производства в 2006 году. Предназначена для использования как начинающими, так и опытными фотографами-любителями. Камера обладает несъёмным объективом со встроенным центральным затвором. Имеет сравнительно большой (кроп-фактор 1.67) CMOS-сенсор размера APS-C среди псевдозеркальных камер (аналоги — Sigma DP1 и DP2 с матрицей Foveon X3). Ещё одной особенностью, отличающей эту камеру, является высококачественный объектив — 2.8-4.8 / 14.3-71.5 мм (24—120 мм ЭФР) Carl Zeiss Vario-Sonnar T*.

## Достоинства
По сравнению с цифровыми зеркальными фотоаппаратами (выпущенными в тот же временной промежуток) Sony R1 имеет следующие достоинства:
- Уникальный, выделяющийся среди других подобных камер дизайн.
- Эргономичная конструкция: значительно выдвинутый назад видоискатель, благодаря которому нос не упирается в заднюю стенку фотоаппарата; удобная большая рукоятка.
- Просмотр изображения в реальном масштабе времени на заднем экране или в видоискателе (LiveView).
- Поворотный ЖК-экран с двумя степенями свободы (наклон + вращение, шарнир установлен на верхней части задней стенки).
- В видоискателе отображается расстояние наводки на резкость.
- Возможность в реальном времени отслеживать гистограмму, пересвеченные/недосвеченные участки кадра, выделяемые в видоискателе «зеброй».
- Высококачественный объектив с малым задним отрезком. Так как в этом фотоаппарате нет зеркала между сенсором и объективом, его последнюю линзу удалось разместить всего в 2,1 мм от матрицы, что позволило значительно улучшить качество уменьшив многие искажения, в частности, уменьшить виньетирование и хроматические аберрации[1].
- Практически отсутствует проблема пыли на сенсоре благодаря несъёмности объектива.[2][3][4][5]
- Бесшумная работа, так как отсутствует хлопающее зеркало, и громкий механизм «перезарядки» фокального затвора.
- Синхронизация со вспышкой на всех выдержках, вплоть до 1/2000 с.
- Уменьшение числа подвижных механизмов (отсутствуют зеркало и фокальный затвор), способствует надёжности механической части конструкции.
- Контрастный автофокус хорошо фокусируется на малоконтрастные и однотонные объекты типа стен, в отличие от большинства зеркальных фотоаппаратов.

## Недостатки
При том же сравнении имеются и недостатки:
- Несменный объектив (главный вытекающий из этого недостаток — невозможность крупномасштабной съёмки очень удаленных предметов (супертелефото); для фотографирования со сверхширокими углами существует насадки).
- Изображение на электронном видоискателе появляется с небольшой задержкой, что может вызывать неудобства при съёмке быстропротекающих процессов. В таких случаях рекомендуется использовать внешний, вставляющийся в разъем фотовспышки, оптический видоискатель,
- Более долгое приведение камеры из выключенного состояние в режим готовности к съемке (где-то полсекунды).
- Существенно более медленная работа при работе с Raw-файлами.[1]
- На высоких ISO (800 и выше) изображение изобилует шумами (фотографии не подвергаются агрессивному шумоподавлению процессором камеры).
- Нет съёмки видео.
- При малой освещенности контрастный автофокус фотоаппарата не всегда точен, и медленно работает.

## Объектив
Несменный вариообъектив Carl Zeiss Vario-Sonnar 2.8-4.8/14.3-71.5 T* первым привлекает внимание в дизайне фотоаппарата, благодаря своему большому размеру, имея диаметр 7,5 см, и выступая на 10-14 см. Но помимо большого размера, он обладает выдающимися оптическими характеристиками. Очень удобный, широкий пятикратный диапазон фокусных расстояний 24-120 мм ЭФР при хорошей светосиле, достаточен для большинства сюжетов и видов съёмок, не вызывая потребности замены объектива. Высокое качество изображения на всех фокусных расстояниях характеризуется высокой резкостью и малыми хроматическими аберрациями. Уникально малое виньетирование, особенно, на широком угле, оставляет далеко позади многие объективы с фиксированным фокусным расстоянием. Объектив имеет переключатель работы в макрорежиме, встроенный центральный затвор. Благодаря беззеркальной конструкции фотоаппарата, стало возможным уменьшить задний отрезок улучшив телецентричность конструкции, уменьшить количество линз, по сравнению с аналогичными объективами для зеркальных фотоаппаратов, превосходя многих из них по качеству изображения. Объектив включает в себя 12 линз в 10 группах, из них 4 линзы с асферическими поверхностями. Впрочем, применение асферических линз негативно сказалось на боке. Виньетирование объектива незаметно, и необычайно мало для объективов таких параметров, и, при открытых диафрагмах, составляет не более приблизительно 1/4 стопа в широкоугольных положениях (24-49 мм ЭФР), а на фокусных расстояниях 29-71 мм (50-120 мм ЭФР) виньетирование падает до 1/5 стопа.
Максимальные диафрагмы меняются ступенчато в зависимости от фокусного расстояния: 2,8 для 24-27 мм ЭФР, 3,2 для 28-39 мм, 3,5 для 40-49 мм, 4,0 для 50-69 мм, 4,5 для 70-89 мм, и 4,8 для 90-120 мм.
Объектив передает в камеру расстояние наводки на резкость, оно отображается в видоискателе в режиме ручной фокусировки, что очень удобно. Надо заметить что функция отображения расстояния наводки в зеркальных фотоаппаратах так и не появилась даже спустя 9 лет. Значения расстояний выбираются из заданного ряда: ∞ (бесконечность), 99 м, 93, 87, 82, 77, 73, 69, 66, 63, 60, 57, 55, 53, 51, 49, 47, 45, 44, 42, 41, 40, 39, 38, 36, 35-10 м с шагом в 1 м, 9.9-1.0 м с шагом 0.1 м, 0.99-0.35 м с шагом 0.01 м.
МДФ: 0.4 м / 0.35 м в теле / широкоугольном положениях.
Для парирования несменности объектива к нему выпущены фирменные насадки — теле VCL-DEH17R (1,7×) и широкоугольная VCL-DEH08R (0,8×), превращающие объектив в 200 мм / 8.2, и 19 мм / 2.2 соответственно. Существуют насадки с другими характеристиками, в частности, превращающие объектив в широкоугольный «фишай». Для макросъёмки в ассортименте представлены простые и ахроматические макролинзы. Можно применять любые другие насадки и светофильтры с присоединительной резьбой М67×0,75 мм.